# 통일국민당 (스리랑카)
통일국민당(싱할라어: එක්සත් ජාතික පක්ෂය, 타밀어: ஐக்கிய தேசியக் கட்சி, 영어: United National Party, UNP)은 스리랑카의 보수주의 정당이다. 통일국민당은 사회민주주의 정당인 스리랑카 자유당과 번가라가며 정권을 잡았다.